# Deftones
Deftones is een Amerikaanse Alternatieve metal band uit Sacramento, Californië, die werd opgericht in 1988. De band bestaat uit Chino Moreno (zang en gitaar), Stephen Carpenter (leadgitaar), Abe Cunningham (drums en percussie), Frank Delgado (keyboards en draaitafels) en Sergio Vega (basgitaar).
Deftones wordt gezien als een van de grondleggers van nu metal maar distantieerde zich in de loop der jaren van het genre door zijn muziek verder te ontwikkelen tot een experimentele en veelzijdige sound waarin heavy riffs en screams samengaan met intense zang- en gitaarmelodieën, synthesizers en samples. Muziekcritici hebben de band omschreven als een van de meest vernieuwende rockbands van de afgelopen twintig jaar.
De band heeft tot op heden acht studioalbums uitgebracht, waarvan drie bekroond zijn met platina (Adrenaline, Around the Fur en White Pony) en een met goud (Deftones). Deftones' meest recente album Ohms kwam uit in september 2020.

## Biografie

### Beginjaren (1989-1993)
Gitarist Stephen Carpenter werd op vijftienjarige leeftijd aangereden door een auto tijdens het skateboarden, waardoor hij voor enkele maanden in een rolstoel belandde. In deze periode leerde hij zichzelf gitaar spelen, door mee te spelen met nummers van Anthrax, Stormtroopers of Death en Metallica. Er is een tijd lang beweerd dat Carpenter van de verantwoordelijke bestuurder een schadevergoeding had gekregen waarvan de bandleden instrumenten en geluidsapparatuur hadden aangeschaft. Drummer Abe Cunningham verklaarde echter in een interview in januari 2007 dat dit verhaal een fabeltje was over het begin van de band.
Stephen Carpenter, Chino Moreno en Abe Cunningham zaten op dezelfde highschool. Ze waren jeugdvrienden en kenden elkaar via de skateboard-scene in Sacramento. Het drietal begon rond 1988 te jammen in Carpenters garage. Na een aantal eerdere bassisten sloot Chi Cheng zich bij de band aan als definitieve bassist, waarna vier demo-tracks werden opgenomen.
Binnen twee jaar begon Deftones op te treden in clubs. Niet veel later ging de band ook optreden in San Francisco en Los Angeles met onder meer Korn. Deftones was aanvankelijk een voornamelijk op heavy metal georiënteerde band, maar begin jaren 90 begon het zijn sound te verbreden, beïnvloed door alt-metal-pioniers als Tool, Faith No More en Rage Against the Machine. Tijdens een van de groeps optredens in LA trok het de aandacht van een vertegenwoordiger van Maverick Records, waarbij het niet veel later een platencontract tekende.
De naam 'Deftones' was bedacht door Carpenter, die volgens eigen zeggen een naam wilde die 'opviel zonder sullig te zijn'. Def komt uit de slang die rap-artiesten als LL Cool J en Public Enemy gebruikten, en waar Carpenter graag naar luisterde. Het is afgeleid van definitive (definitief) en betekent zoveel als 'cool' of 'geweldig'. Tones slaat op namen van muziekgroepen uit de jaren vijftig, waar Carpenter ook van hield. (Bijvoorbeeld Dick Dale & The Deltones; The Quin-Tones, The Monotones, The Cleftones en The Harptones). De naam staat volgens Carpenter voor de bands bedoeling om zich niet op slechts één muziekstijl te focussen.

### Adrenaline(1994-1996)
Onder leiding van producer Terry Date, die eerder werkte met onder andere Soundgarden en Pantera, bracht Deftones in 1995 haar eerste album Adrenaline uit. Hoewel het album geen direct succes was, wist de band door veelvuldig te toeren (met onder andere Ozzy Osbourne, L7 en Korn) een hechte fanbase op te bouwen en werd Adrenaline na vier jaar bekroond met Goud door de RIAA (500.000 verkochte exemplaren). De singles (en videoclips van) '7 Words' en 'Bored' wisten echter geen aandacht te trekken van mainstream-publiek. Het nummer 'Engine No. 9' werd later gecoverd door Korn en door Suicide Silence en is te horen in de film Law Abiding Citizen (2009). Verder nam Deftones het nummer "Teething" op, dat niet op het album verscheen, maar wel op de soundtrack van The Crow: City of Angels (1996).

### Around the Fur(1997-1999)
In 1997 kwam het tweede album van Deftones uit; Around the Fur. Het betekende groter succes voor de Deftones. De singles van het album: 'My Own Summer (Shove it)' en 'Be Quiet and Drive (Far Away)' werden zeer positief ontvangen door het MTV- en radiopubliek in de VS. Het succes zorgde ervoor dat de band, behalve voornamelijk in hun thuisland, ook veelvuldig toerde in Europa, Japan en Australië.
In 1998 verscheen een live ep. Deze mini-cd is opgenomen tijdens het optreden wat de band verzorgde in de Melkweg in Amsterdam een jaar eerder. De band omschreef het optreden als hun beste ooit.
Tijdens het toeren in Japan zijn er opnames gemaakt voor een mogelijke videoclip voor het nummer 'Around The Fur'. Zover is het nooit gekomen doordat op later tijdstip in de tourbus werd ingebroken. Fragmenten van de clip zijn te zien op het multimedia gedeelte van White Pony.
In het nummer 'Head Up' is zanger Max Cavalera van Soulfly, toen nog Sepultura, te horen. Het nummer is integraal te horen in de film Manic (2001).

### White Pony(2000-2002)
In 2000 bracht Deftones het album White Pony uit. Vastbesloten het nu-metal-stempel en de bijna constante stroom van imitatoren van zich af te schudden richtte de band zich op een zachtere, meer uitgebalanceerde plaat dan voorheen. Vooral de invloed van zanger Chino Moreno was groot, die nu ook ritmegitaar speelde. Dit leidde geregeld tot woorden met leadgitarist Stephen Carpenter, maar het eindresultaat was de moeite waard.
Ook turntablist Frank Delgado, die nu officieel was toegetreden tot de band (hij was al aanwezig sinds Adrenaline), kreeg een grotere rol. Aan het nummer 'Passenger' werd bijgedragen door Maynard James Keenan, frontman van onder meer Tool en A Perfect Circle.
Van White Pony zijn uiteindelijk vier verschillende edities uitgekomen; de oorspronkelijke editie met de grijze cover, de limited edition met de rode of zwarte cover en de extra track 'The Boys Republic', en de heruitgegeven versie met de witte hoes, die in 2001 werd uitgebracht. Aan deze laatste versie werd de single 'Back to School (Mini Maggit)' toegevoegd. Dit nummer is een andere (ingekorte) versie van 'Pink Maggit', welke ook op het album staat. Volgens de band was het nooit de bedoeling dat het nummer uitgebracht werd, maar omdat platenlabel Maverick vond dat de band hun heavyness verloren was en dat het oorspronkelijke album te weinig nummers had die als single konden worden uitgebracht, wou frontman Chino Moreno ze bewijzen dat het makkelijk was een hitje te schrijven. Het resultaat was 'Back to School (Mini Maggit)'.
Uit onvrede bracht de band een gelijknamige ep uit, zodat de fans die het nummer wilden hebben niet opnieuw het hele album hoefden aan te schaffen. De ep bevat live-nummers (waaronder twee van de hiervoor genoemde Melkweg-show ('Nosebleed' en 'Teething'. Staat fout vermeld op het boekje) en een akoestische versie van 'Change (In the House of Flies)'.
Van het album zijn uiteindelijk drie singles met bijbehorende videoclips verschenen; 'Change (In the House of Flies)', 'Back to School (Mini Maggit)' en 'Digital Bath'. Het beeldmateriaal voor die laatste single is opgenomen door filmmaker en vriend van de band Andy Bennett. Bennett heeft hen gedurende een aantal tours voor het album gevolgd. Het beeldmateriaal zou gebruikt gaan worden voor een film. Helaas vond platenlabel Maverick het eindresultaat 'te deprimerend' en is de film tot op heden niet verschenen. Daarnaast belette het platenlabel een groot aantal scènes en livemuziek en zodoende vond de band het niet de moeite waard om de film Entertain Me: A Film About Deftones uit te brengen.

### Deftones(2003-2005)
In 2003 bracht Deftones zijn vierde album uit, simpelweg Deftones getiteld. De band zelf ziet het als een van hun mindere albums. Volgens bassist Chi Cheng is aan de plaat te merken dat het steeds moeilijker was geworden om nieuwe, uitdagende 'Deftones-muziek' te schrijven. Ook zaten de bandleden tijdens het maken in een 'donkere' periode, als gevolg van kwesties onderling en binnen hun families. Toch zijn ze niet helemaal ontevreden over de nummers. "Het album is er een voor de die-hard Deftones fans," aldus Cheng.
Singles van het album zijn 'Minerva' en 'Hexagram'. Het was de bedoeling dat hiertussen nog een single zat, namelijk 'Bloody Cape'. Op het laatste moment werd dit door Maverick gecanceled. De videoclip die ervoor is opgenomen heeft één dag online gestaan. In het nummer 'Lucky You' is zanger Rey Osburn van Tinfed, Ghostride en Death Valley High te horen.
In 2005 bracht de band ter ere van de tiende verjaardag van hun debuutalbum Adrenaline het compilatiealbum B-Sides & Rarities uit. Hierop staan diverse B-kantjes, akoestische versies en covers, zoals 'If Only Tonight We Could Sleep' van The Cure, 'The Chauffeur' en 'Nightboat' van Duran Duran, en 'Simple Man' van Lynyrd Skynyrd. De dvd bij het album bevat alle videoclips van de band, inclusief die van 'Bloody Cape' (maar exclusief het beeldmateriaal voor 'Street Carp'), aan elkaar geregen door chronologisch gerangschikte live-beelden uit hun turbulente carrière tot nu toe.
Hetzelfde jaar gebruikte Chino Moreno ook om er even tussen uit te knijpen. Het schrijven van het nieuwe album brachtt hem veel kopzorgen en hij besloot te toeren met zijn side-project Team Sleep, dat dat jaar hun langverwachte debuutalbum uitbracht.

### Saturday Night Wrist(2006-2007)
De werkzaamheden voor hun laatste album gingen niet zonder slag of stoot. Ze zijn begonnen met producer Dan the Automator, maar dat bleek al vlug niet te werken. Het schrijven duurde lang, het oponthoud vanwege Team Sleep en de stroeve samenwerking tussen Chino Moreno en producer Bob Ezrin (die Pink Floyds The Wall produceerde) werkte allen niet bijzonder mee aan het maken van het album. Uiteindelijk hebben producer Terry Date en Shaun Lopez (ex-bandlid van Far) de puntjes op de i gezet. De Deftones overwonnen hun ruzies en onzekerheden over hun toekomst en op 30 oktober 2006 kwam hun vijfde volledige studioplaat Saturday Night Wrist uit. De eerste single van het album 'Hole in the Earth' beschreef de moeilijke opnameperiode. In 2007 kwam de tweede single van het album uit; 'Mein' (waarop zanger Serj Tankian van System Of A Down te horen is). In het nummer 'Pink Cellphone' is bijgedragen door Annie Hardy, bekend van Giant Drag.

### Diamond Eyes(2008-2011)
Het zesde album van Deftones kwam uit in mei 2010 en heet Diamond Eyes. Ook dit proces is niet gemakkelijk verlopen. Eind 2008 raakte bassist Chi Cheng betrokken bij een auto-ongeluk en raakte in coma. Op dat moment was de band bezig met het voltooien van het album Eros. Deftones ging weer toeren met Sergio Vega als vervanger. Deze bevriende bassist speelde ook al mee met de band in 1999, toen Cheng tijdelijk weg was. Hij is ook te horen op Diamond Eyes. Het is nog wel de bedoeling dat Eros uit gaat komen in de toekomst.
Het album Diamond Eyes gaat voor een groot deel terug naar de sound van White Pony. Harde en rustige nummers wisselen elkaar goed af. Toch zijn er ook grote verschillen. Diamond Eyes is namelijk een stuk positiever. Uitgebrachte singles zijn het heftige 'Rocket Skates' (die al gratis te downloaden was via de website voordat het album uitkwam) en 'Diamond Eyes'. Deftones toont zich met dit album een volwassen band, wat ook blijkt uit de professionele manier van optreden. De optredens in de Melkweg en 013 (beiden in 2010) toonden een vitale en energieke band die het optreden weer bloedserieus neemt.

### Koi No Yokan(2012-heden)
In november 2012 bracht Deftones haar zevende studioalbum Koi No Yokan uit.
Deftones' oorspronkelijke bassist Chi Cheng overleed op 13 april 2013 na vierenhalf jaar in comateuze toestand te zijn geweest.

## Bandleden
- Stephen Carpenter – gitaar
- Abe Cunningham – drums, percussie
- Frank Delgado – draaitafels, keyboards, samples
- Chino Moreno – zang, gitaar
- Sergio Vega – basgitaar

### Voormalig bandlid
- Chi Cheng – basgitaar, achtergrondzang

## Discografie

### Studioalbums
- Adrenaline (1995, Maverick/Warner Bros.)
- Around the Fur (1997, Maverick/Warner Bros.)
- White Pony (2000, Maverick)
- Deftones (2003, Maverick)
- Saturday Night Wrist (2006, Maverick)
- Diamond Eyes (2010, Reprise/Warner Bros.)
- Koi No Yokan (2012, Reprise)
- Gore (2016, Warner Bros. Records)[9]
- Ohms (2020, Reprise)
- Private Music (2025)

### Compilatiealbums
- B-Sides & Rarities (2005, Rhino/Maverick)
- Covers (2011, Reprise/Warner Bros.)

### Ep's
- Live (1999, Maverick/Warner Bros.)
- Back to School (Mini Maggit) (2001, Maverick/Warner Bros.)

### Demoalbum
- (Like) Linus (1993)

### Singles
- "7 Words" (1995, Maverick)
- "Bored" (1996, Maverick)
- "Around the Fur" (1997, Maverick)
- "My Own Summer (Shove It)" (1997, Maverick)
- "Be Quiet and Drive (Far Away)" (1998, Maverick)
- "Change (In the House of Flies)" (2000, Maverick)
- "Back to School (Mini Maggit)" (2000, Maverick)
- "Digital Bath" (2001, Maverick)
- "Minerva" (2003, Maverick)
- "Hexagram" (2003, Maverick)
- "Bloody Cape" (2003, Maverick)
- "Hole in the Earth" (2006, Maverick)
- "Mein" (2007, Maverick)
- "Cherry Waves" (2007, Maverick)
- "Rocket Skates" (2010, Reprise)
- "Diamond Eyes" (2010, Reprise)
- "Sextape" (2010, Reprise)
- "You've Seen the Butcher" (2010, Reprise)
- "Leathers" (2012, Reprise)
- "Tempest" (2012, Reprise)

## Hitnoteringen

### Albums
| Album met eventuele hitnotering(en) in de Nederlandse Album Top 100 | Datum van verschijnen | Datum van binnenkomst | Hoogste positie | Aantal weken | Opmerkingen |
| ------------------------------------------------------------------- | --------------------- | --------------------- | --------------- | ------------ | ----------- |
| Around the Fur                                                      | 28-10-1997            | 20-06-1998            | 99              | 1            |             |
| White Pony                                                          | 12-06-2000            | 24-06-2000            | 27              | 14           |             |
| Deftones                                                            | 20-05-2003            | 24-05-2003            | 22              | 6            |             |
| Saturday Night Wrist                                                | 31-10-2006            | 04-11-2006            | 63              | 2            |             |
| Diamond Eyes                                                        | 04-05-2010            | 08-05-2010            | 55              | 1            |             |
| Koi No Yokan                                                        | 2012                  | 17-11-2012            | 28              | 1*           |             |

| Album met hitnotering(en) in de Vlaamse Ultratop 200 albums | Datum van verschijnen | Datum van binnenkomst | Hoogste positie | Aantal weken | Opmerkingen |
| ----------------------------------------------------------- | --------------------- | --------------------- | --------------- | ------------ | ----------- |
| Around The Fur                                              | 1997                  | 20-07-2024            | 196             | 1            |             |
| White Pony                                                  | 2000                  | 01-07-2000            | 27              | 4            |             |
| Deftones                                                    | 2003                  | 31-05-2003            | 29              | 2            |             |
| Saturday Night Wrist                                        | 2006                  | 11-11-2006            | 70              | 2            |             |
| Diamond Eyes                                                | 2010                  | 15-05-2010            | 55              | 4            |             |
| Koi No Yokan                                                | 2012                  | 17-11-2012            | 51              | 8            |             |
| Gore                                                        | 2016                  | 16-04-2016            | 18              | 9            |             |
| Ohms                                                        | 2020                  | 03-10-2020            | 11              | 5            |             |

### Singles
| Single met hitnotering(en) in de Vlaamse Ultratop 50 | Datum van verschijnen | Datum van binnenkomst | Hoogste positie | Aantal weken | Opmerkingen |
| ---------------------------------------------------- | --------------------- | --------------------- | --------------- | ------------ | ----------- |
| Ohms                                                 | 2020                  | 29-08-2020            | tip             |              |             |

### De Zwaarste Lijst
| Nummer                   | '09* | '10* | '11* | '12* | '13 | '14 | '15 | '16 | '17 | '18 | '19 | '20 | '21 | '22 | '23 | '24 | '25 |
| ------------------------ | ---- | ---- | ---- | ---- | --- | --- | --- | --- | --- | --- | --- | --- | --- | --- | --- | --- | --- |
| My Own Summer (Shove It) | 64   | 67   | 64   | -    | -   | -   | -   | -   | -   | -   | -   | -   | -   | -   | -   | -   | -   |

- Tot 2012 had de Zwaarste Lijst 70 plaatsen. Dit werd vanaf 2013 verminderd tot 66.